# キングスX
キングスX（King's X、キングス(ズ)・エックス）は、アメリカ合衆国出身のスリーピース・ハードロックバンド。
主にオルタナティヴ・メタルの分野を開拓し、1988年にアルバムデビュー。以来、メンバーチェンジする事なく活動している。VH1選出「最も偉大なハードロックバンド」83位。

## 背景・略歴

### 黎明期（1979年 - 1986年）
1979年、アメリカ合衆国ミズーリ州スプリングフィールドにおいて、ダグ・ピニック(B)とジェリー・ガスキル(Ds)らで音楽活動を開始。後にタイ・テイバー(G)、ダン・マッコラム(G)が合流し、1980年にロックバンド「ザ・エッジ（The Edge）」を結成。しかし早々に、マッコラムからカーク・ヘンダーソン(G)にメンバー交代した。
1983年、ヘンダーソンの脱退を機に「スニーク・プレビュー（Sneak Preview）」と改名し、トリオ編成に移行。同年に自主制作のアルバムを発表し、ライブ活動も本格化した。1985年、活動の本拠地をヒューストンに移転。

### キングスXに改名 - 以降（1987年 - 現在）

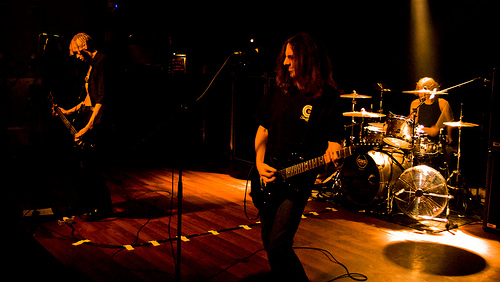
イタリア・ミラノ公演（2009年）

1987年、同じヒューストンを拠点とする有名ロックバンド「ZZトップ」のスタッフに見出されて、メガフォース・レコードとレコード契約を締結。バンド名を「キングスX」と改名し、メインストリームに定着した。以来、オリジナルのラインナップが崩れることもなく、精力的な活動を続ける。
2012年と2014年にガスキル(Ds)が心臓発作の症状を起こし、バンド活動が停滞した。その間ピニックとテイバーは、ソロや他のプロジェクトに参加するなどしていたが、2015年夏に活動を再開した。
2019年、新たなスタジオ・アルバム発表を目指していたが、ガスキルが過去に患った心臓の病が再発し今後の予定が白紙になる。その後紆余曲折を経て2022年、14年ぶりとなる13thアルバム『Three Sides of One』をリリース。

## サウンド・スタイル
ハードロックを基調としながらも、ファンク、ソウル、R&B、プログレ、メタルなど、様々な要素を内包したサウンドを展開している。1990年代以降の、オルタナティヴ・ロックといった用語が確立されるまで、ジャンル分けが困難な一面もあった。

## メンバー
※2023年4月時点 

### 現ラインナップ
- ダグ・ピニック (Doug Pinnick) - リード・ボーカル、ベース (1980年– )
- タイ・テイバー (Ty Tabor) - ギター、ボーカル (1980年– )
- ジェリー・ガスキル (Jerry Gaskill) - ドラムス、ボーカル (1980年– )

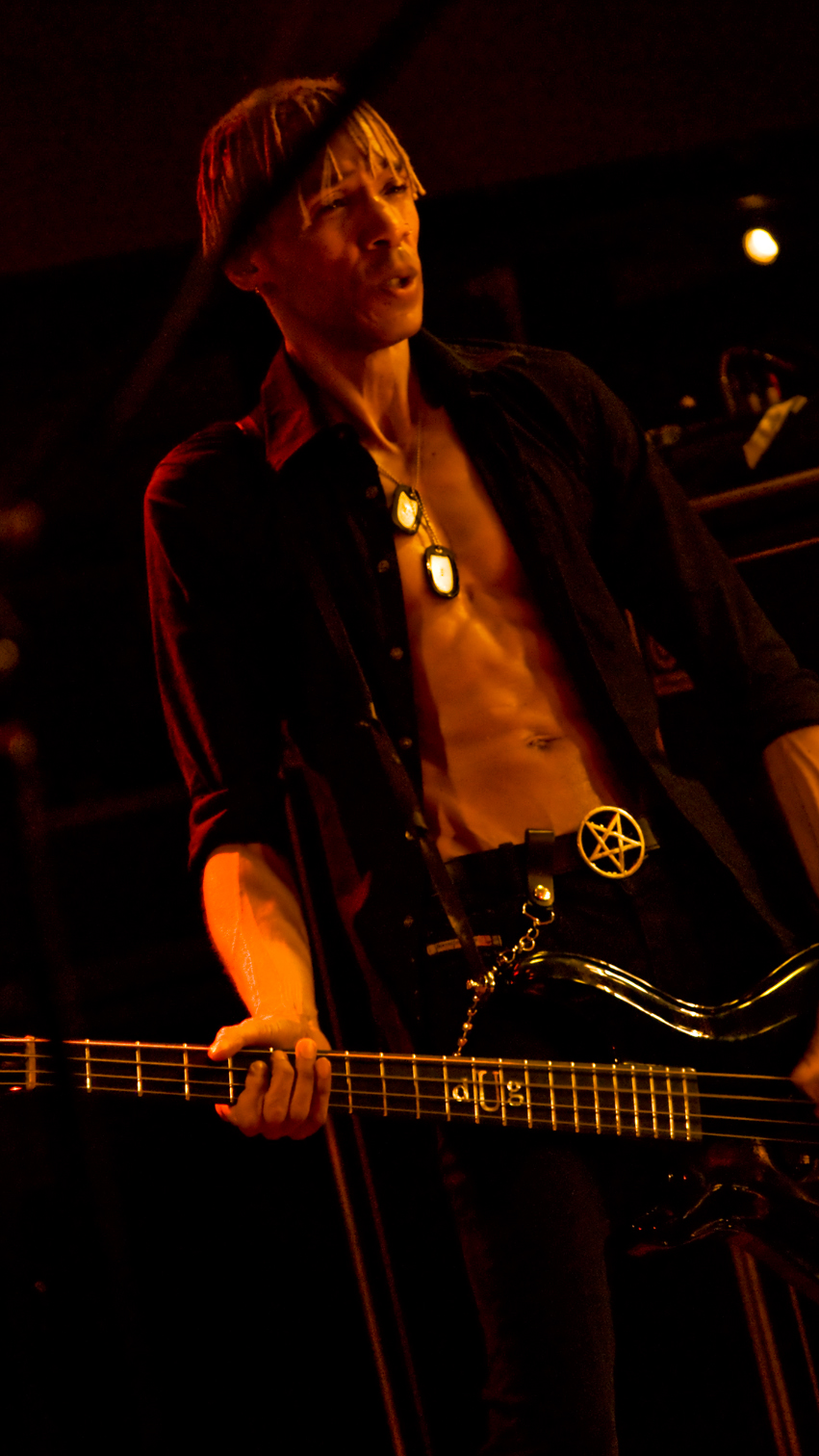
ダグ・ピニック (Vo/B) 2009年
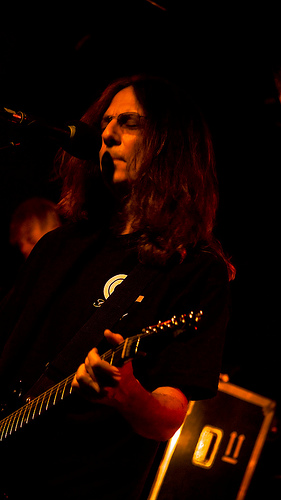
タイ・テイバー (G) 2009年
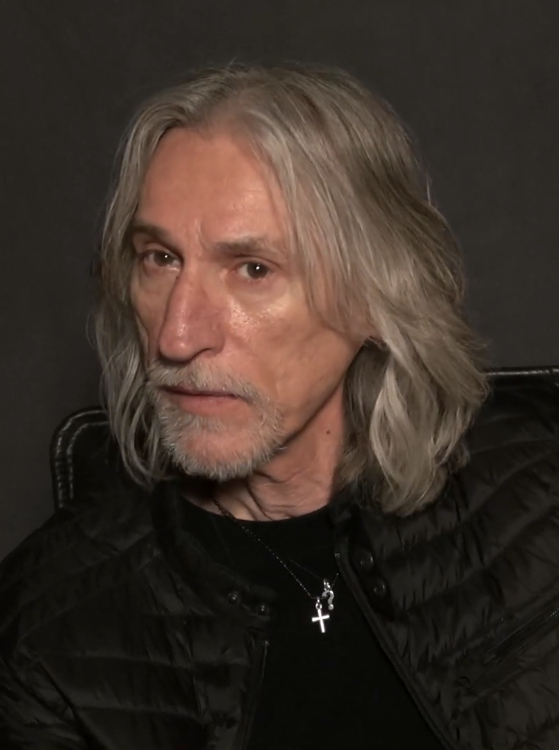
ジェリー・ガスキル (Dr) 2019年

### 旧メンバー（The Edge時代）
- ダン・マッコラム (Dan McCollam) - リズムギター (1980年)
- カーク・ヘンダーソン (Kirk Henderson) - リズムギター (1980年–1983年)

## ディスコグラフィ

### スタジオ・アルバム
- 『アウト・オブ・ザ・サイレント・プラネット』 - Out of the Silent Planet (1988年)[7]
- 『グレッチェン・ゴーズ・トゥ・ネブラスカ』 - Gretchen Goes to Nebraska (1989年)
- 『フェイス・ホープ・ラヴ』 - Faith Hope Love (1990年)
- 『キングスX』 - King's X (1992年)
- 『ドッグマン』 - Dogman (1994年)
- 『イヤー・キャンディ』 - Ear Candy (1996年)
- 『テープ・ヘッド』 - Tape Head (1998年)
- 『プリーズ・カム・ホーム…ミスター・ブルボス』 - Please Come Home... Mr. Bulbous (2000年)
- 『マニック・ムーンライト』 - Manic Moonlight (2001年)
- Black Like Sunday (2003年)
- Ogre Tones (2005年)[8]
- 『XV』 - XV (2008年)
- 『スリー・サイズ・オブ・ワン』 - Three Sides of One (2022年)

### ライブ・アルバム
- Live All Over the Place (2004年)
- Live & Live Some More (2007年)
- Tales From the Empire (2009年)
- Live Love in London (2010年)[9]
- Burning Down Boston (2012年)

### コンピレーション・アルバム
- 『ザ・ベスト・オブ・キングスX』 - Best of King's X (1997年)
- Original Album Series (2013年)[10]
- 『イン・ザ・ニューエイジ:アトランティック・レコーディングス 1988-1995』 - In the New Age: The Atlantic Recordings 1988-1995 (2023年)

スニーク・プレビュー（Sneak Preview）時代
- Sneak Preview (1983年) - 自主制作

### 映像作品
- 『歴代志』 - Chronicles (1991年)
- Gretchen Goes to London (2008年)
- Live Love in London (2010年)

## 補足
バンド名の"King's"を、「キングス」と読むか「キングズ」と濁るかで諸説がある。日本の配給元では「キングス」と表記しているため、本項もこちらに準拠した。